# 午夜之眼
《午夜之眼》（日语：MIDNIGHT EYE ゴクウ）是由寺澤武一所創作的日本青年漫畫，於1987年至1989年在《Comic Burger》連載。本作品主要描述的是僅憑一顆微型電腦義眼，就能控制全球電腦的私家偵探風林寺悟空，去解決各種案件的故事。台灣曾由東立出版發行中文授權本。

## 劇情簡介
时间是虚构的2014年，原為刑警出身的33岁单身私家偵探风林寺悟空，在調查警察時代同僚相繼自殺身亡的案件時，敵方派出殺手對他施予強制催眠而被迫自殺，卻因為悟空在緊要關頭及時識破，而不惜將自己的左眼刺瞎以逃過催眠。
而後，悟空被神祕人物所救，對方並賦予悟空可以用紅外線、紫外線、X光偵測目標、還能任意越過防火牆，強制連接網路以操控全球電腦的「神之左眼」與萬能攜帶武器「如意棒」，從此他藉著這顆左眼，解決了許多離奇案件。

## 动画版
该作有两部OVA版动画，由东映影业于1989年制作发行錄影帶與LD版，並在2008年发行了DVD。英國動畫評論作家海伦·麦卡锡（Helen McCarthy）认为该作品的情节僵硬，但她赞扬了作品中的一些设定。本片的BD版本於2023年10月由北美地區首發，日本國內版則於2024年7月發行。

### 工作人員表
- 原作、編劇：寺泽武一
- 編劇：中西隆三（《I》）
- 导演：川尻善昭
- 角色设计、作画监督：滨崎博嗣
- 機械設定、機械作畫監督：岡村豊（《I》）、佐野浩敏（《II》）
- 原画：森本晃司、岡村豊、小池健、竹井正树、黃瀨和哉 等
- 美术监督：山川晃（《I》）、小關睦夫（《II》）
- 背景：男鹿和雄、青木勝志、池畑祐治、山川晃、山本二三 等
- 音乐：武川行秀、KAZZ TOYAMA
- 音响监督：三间雅文
- 动画制作：MADHOUSE
- 制作：Scola、寺澤Productions、東映Video

### 主題歌
- 曲名：《FIGHTING IN THE DANGER》
- 演唱：葛城由纪　作词：冈本修己　作曲：铃木喜三郎　编曲：椎名和夫

## 真人版
2006年5月23日在第59届戛纳影展由日本經濟產業省主辦的「J-Pitch」活動中，宣布將拍摄本作的真人版，並預定由林海象擔任導演，但之後就並無相關後續消息。

## 相关链接
- 流行文化冲击的漫画评论
- 动画评论 （页面存档备份，存于）
- Goku Midnight Eye Review by The Nine Hells of Anime Podcast / Anime of Yesteryear Podcast （页面存档备份，存于）
- 相关评论
- 相关评论
- comicsone链接
- 豆瓣电影上《午夜之眼》的資料 （简体中文）